# Makronia
Makronia è una suddivisione dell'India, classificata come census town, di 14.386 abitanti, situata nel distretto di Sagar, nello stato federato del Madhya Pradesh. In base al numero di abitanti la città rientra nella classe IV (da 10.000 a 19.999 persone).

## Geografia fisica
La città è situata a 23° 51' 06 N e 78° 48' 01 E.

## Società

### Evoluzione demografica
Al censimento del 2001 la popolazione di Makronia assommava a 14.386 persone, delle quali 7.684 maschi e 6.702 femmine. I bambini di età inferiore o uguale ai sei anni assommavano a 2.235, dei quali 1.192 maschi e 1.043 femmine. Infine, coloro che erano in grado di saper almeno leggere e scrivere erano 10.486, dei quali 6.130 maschi e 4.356 femmine.